# Andreea Ehritt-Vanc
Andreea Ehritt-Vanc (Timișoara, 6 ottobre 1973) è un'ex tennista rumena.

## Biografia
Specializzata nel doppio ha vinto un totale di ventiquattro tornei in questa disciplina, di cui due nel circuito WTA su tornei in terra rossa.
Ha rappresentato la sua nazione durante la Federation Cup 1993 in cui ha giocato un totale di quattro incontri vincendone la metà.

## Statistiche

### Doppio

#### Vittorie (2)
| Legenda: Prima del 2009 | Legenda: Dal 2009     |
| ----------------------- | --------------------- |
| Grande Slam (0)         |                       |
| Ori Olimpici (0)        |                       |
| WTA Finals (0)          |                       |
| Tier I (0)              | Premier Mandatory (0) |
| Tier II (0)             | Premier 5 (0)         |
| Tier III (1)            | Premier (0)           |
| Tier IV & V (1)         | International (0)     |

| N. | Data           | Torneo                                   | Superficie  | Compagna                    | Avversarie in finale                          | Punteggio |
| 1. | 21 maggio 2005 | Internationaux de Strasbourg, Strasburgo | Terra rossa | Rosa María Andrés Rodríguez | Marta Domachowska Marlene Weingärtner         | 6–3, 6–1  |
| 2. | 6 maggio 2007  | Estoril Open, Estoril                    | Terra rossa | Anastasia Rodionova         | Lourdes Domínguez Lino Arantxa Parra Santonja | 6–3, 6–2  |

#### Sconfitte (4)
| Legenda: Prima del 2009 | Legenda: Dal 2009     |
| ----------------------- | --------------------- |
| Grande Slam (0)         |                       |
| Argenti Olimpici (0)    |                       |
| WTA Finals (0)          |                       |
| Tier I (0)              | Premier Mandatory (0) |
| Tier II (0)             | Premier 5 (0)         |
| Tier III (1)            | Premier (0)           |
| Tier IV & V (3)         | International (0)     |

| N. | Data           | Torneo                                        | Superficie  | Compagna            | Avversarie in finale               | Punteggio        |
| 1. | 2 maggio 1999  | Croatian Bol Ladies Open, Bol                 | Terra rossa | Meghann Shaughnessy | Jelena Kostanić Michaela Paštiková | 5–7, 7–6(7), 2–6 |
| 2. | 22 luglio 2001 | French Community Championships, Knokke-Heist  | Terra rossa | Ruxandra Dragomir   | Virginia Ruano Pascual Magüi Serna | 4–6, 3–6         |
| 3. | 27 maggio 2006 | Internationaux de Strasbourg, Strasburgo      | Terra rossa | Martina Müller      | Liezel Huber Martina Navratilova   | 2–6, 6(1)–7      |
| 4. | 20 maggio 2007 | Grand Prix SAR La Princesse Lalla Meryem, Fès | Terra rossa | Anastasia Rodionova | Vania King Sania Mirza             | 1–6, 2–6         |